# Kolhonsaari
Kolhonsaari är en ö i Finland. Den ligger i sjön Miekojärvi och i kommunen Pello i den ekonomiska regionen  Tornedalens ekonomiska region  och landskapet  Lappland, i den norra delen av landet, 700 km norr om huvudstaden Helsingfors. Öns area är 0,5 hektar och dess största längd är 100 meter i öst-västlig riktning.